# Pooh - Un attimo ancora
Pooh - Un attimo ancora è un docufilm italiano trasmesso in prima serata su Rai 1 mercoledì 15 febbraio 2023. È diretto da Nicola Conversa, che ha anche firmato la sceneggiatura insieme a Manuela Cacciamani e Stefania Casini, prodotto da One More Pictures e Toed Film in collaborazione con Tamata e Rai Documentari ed ha come protagonisti Mariasole Pollio, Sabrina Paravicini, Tommaso Cassissa e Alessia Lanza. Il docufilm racconta la storia dello storico gruppo musicale italiano, i Pooh.

## Trama
I componenti della storica band i Pooh: Dodi Battaglia, Red Canzian, Stefano D'Orazio (presente nei filmati d'archivio, in quanto è venuto a mancare il 6 novembre 2020), Roby Facchinetti e Riccardo Fogli, raccontano la storia del loro gruppo musicale nato a Bologna nel 1966.

## Personaggi e interpreti
- Greta, interpretata da Mariasole Pollio.
- Maia, interpretata da Sabrina Paravicini.
- Andrea, interpretato da Tommaso Cassissa.
- Elisa, interpretata da Alessia Lanza.
- Laura, interpretata da Elena Valecce.
- Nico, interpretato da Pietro Morello.
- Samuele, interpretato da Samuel Garofalo.
- Olivia, interpretata da Elisabetta De Palo.
- Augusto, interpretato da Antonello Fassari.
- Daniele Battaglia, interpreta se stesso.
- Dodi Battaglia, interpreta se stesso.
- Red Canzian, interpreta se stesso.
- Chiara Canzian, interpreta se stessa.
- Stefano D'Orazio, interpreta se stesso (filmati d'archivio).
- Francesco Facchinetti, interpreta se stesso.
- Roby Facchinetti, interpreta se stesso.
- Riccardo Fogli, interpreta se stesso.
- Tiziana Giardoni, interpreta se stessa.

## Accoglienza
Il docufilm è stato trasmesso in prima serata su Rai 1 mercoledì 15 febbraio 2023 e ha totalizzato 2 575 000 telespettatori pari al 14,10% di share.

## Promozione
Il docufilm è stato presentato da Dodi, Red, Roby e Riccardo il 7 febbraio 2023 nel corso della prima serata del Festival di Sanremo 2023.